# El consejo de ancianos
La organización ginal Consejo de Ancianos.
El Consejo de Ancianos es el gobierno de La Aldea de los devotos a las aves. Ellos son los responsables de crear los miles de reglas de la Aldea de los Devotos a las Aves. Dicho consejo no es muy fiable; a menudo sus decisiones son tomadas de forma repentina.
Todos los miembros del consejo parecen ser muy viejos, y está formado de hombres y mujeres. Cada miembro del consejo debe usar sombreros con forma de cuervos que los hace ver como si un cuervo estuviese posando en sus cabezas. Al parecer el miembro del consejo más joven tiene 75 años de edad. 
El Consejo de Ancianos ha creado alrededor de 20,000 reglas, algunas absurdamente estrictas (una específicamente regula el número de nueces que deben ser colocados en los helados de chocolate.) Cualquiera que rompa estas reglas será quemado en la hoguera (Regla #2). La regla más importante, Regla #1, es que nadie jamás debe lastimar a un cuervo. Algunas de las reglas contradicen a otras, o a ellas mismas. La Regla #2 establece que cualquiera que rompa una regla deberá ser quemado en la hoguera. Esto significa que si uno no quema a alguien en la hoguera, uno debe quemarse así mismo, pero también significaría que uno estuviese siguiendo reglas ya dichas. Otro par de reglas contradictorias son #s 19 y 39. La Regla #39 establece que es ilegal hacer cosas con las plumas de los cuervos. Sin embargo, la Regla #19 establece que las únicas plumas hechas de plumas de cuervos son permitidas en esta aldea.
El cuartel del Consejo es el ayuntamiento de la Aldea de los Devotos a las Aves, donde se sientan en una mesa larga, y la gente con problemas en bancas esperan su turno para hablar con los ancianos, y así establecer nuevas reglas.
En El penúltimo peligro se hace una mención sobre el Consejo de Ancianos, sobre una mujer con un sombrero en forma de cuervo que escucha a un hombre con barba tocando la guitarra.
La Sra. Morrow y el Sr. Lesko, que son miembros del Consejo de Ancianos, estuvieron en el Hotel Denouement cuando comenzó el incendio. Como todos los presentes en el Hotel durante el incendio, se desconoce si sobrevivieron o murieron.
- Datos: Q3687305